# Schill-Denkmal (Braunschweig)

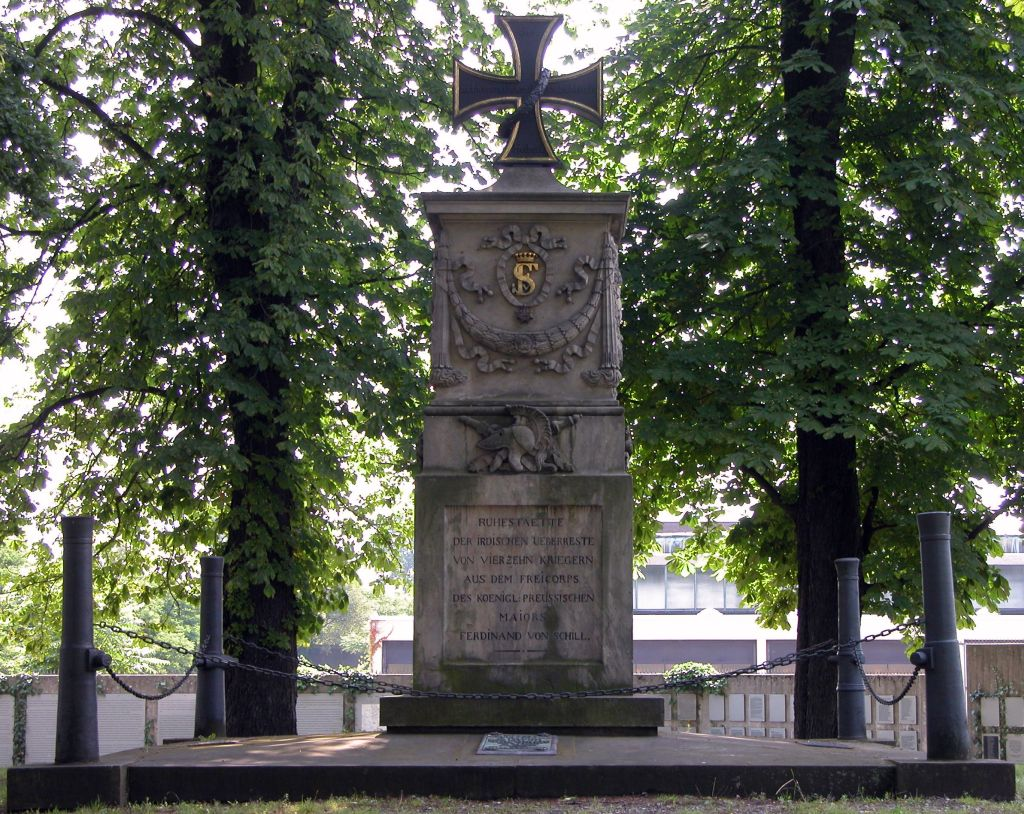
Schill-Denkmal in Braunschweig

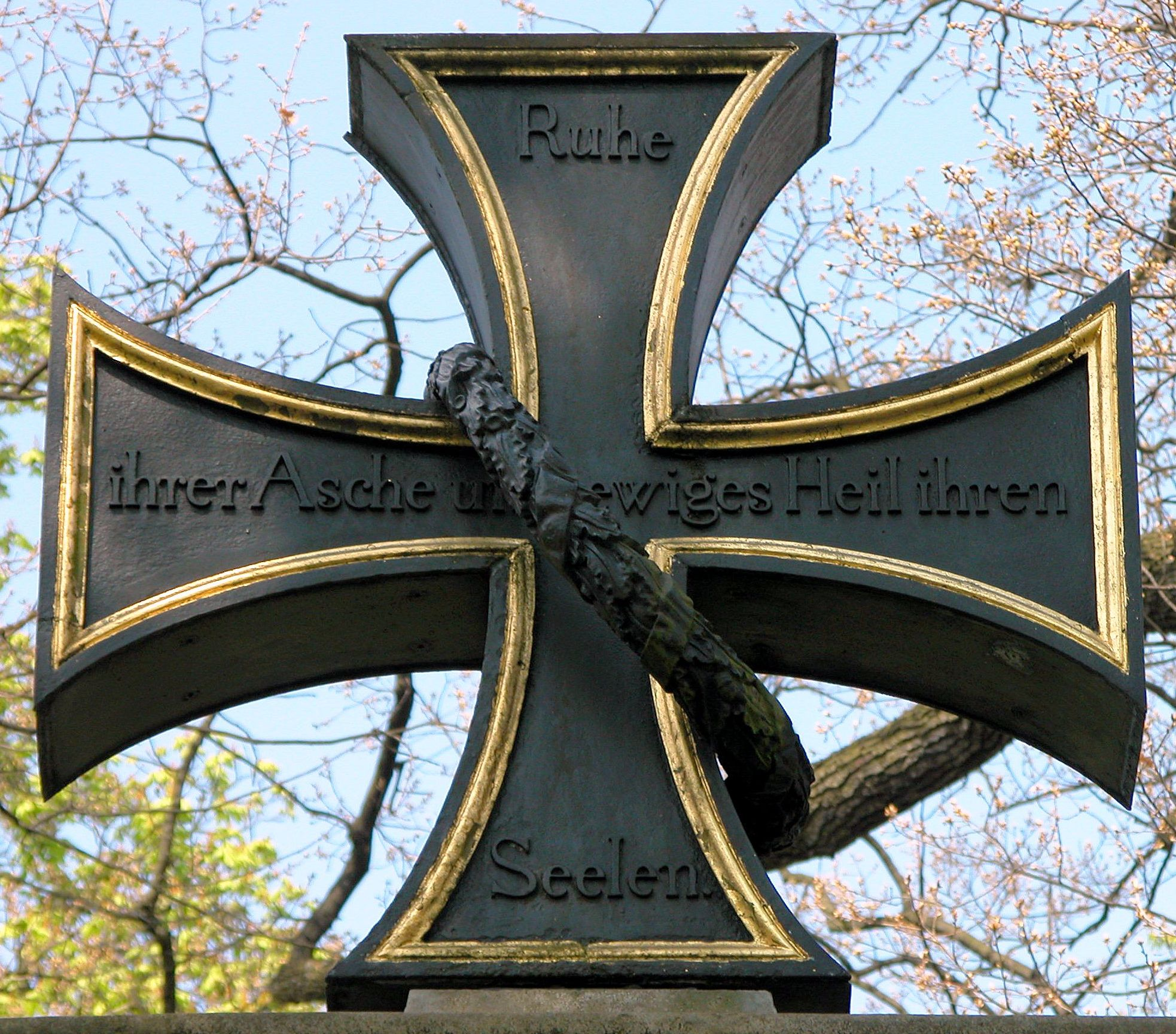
Das Eiserne Kreuz am Denkmal

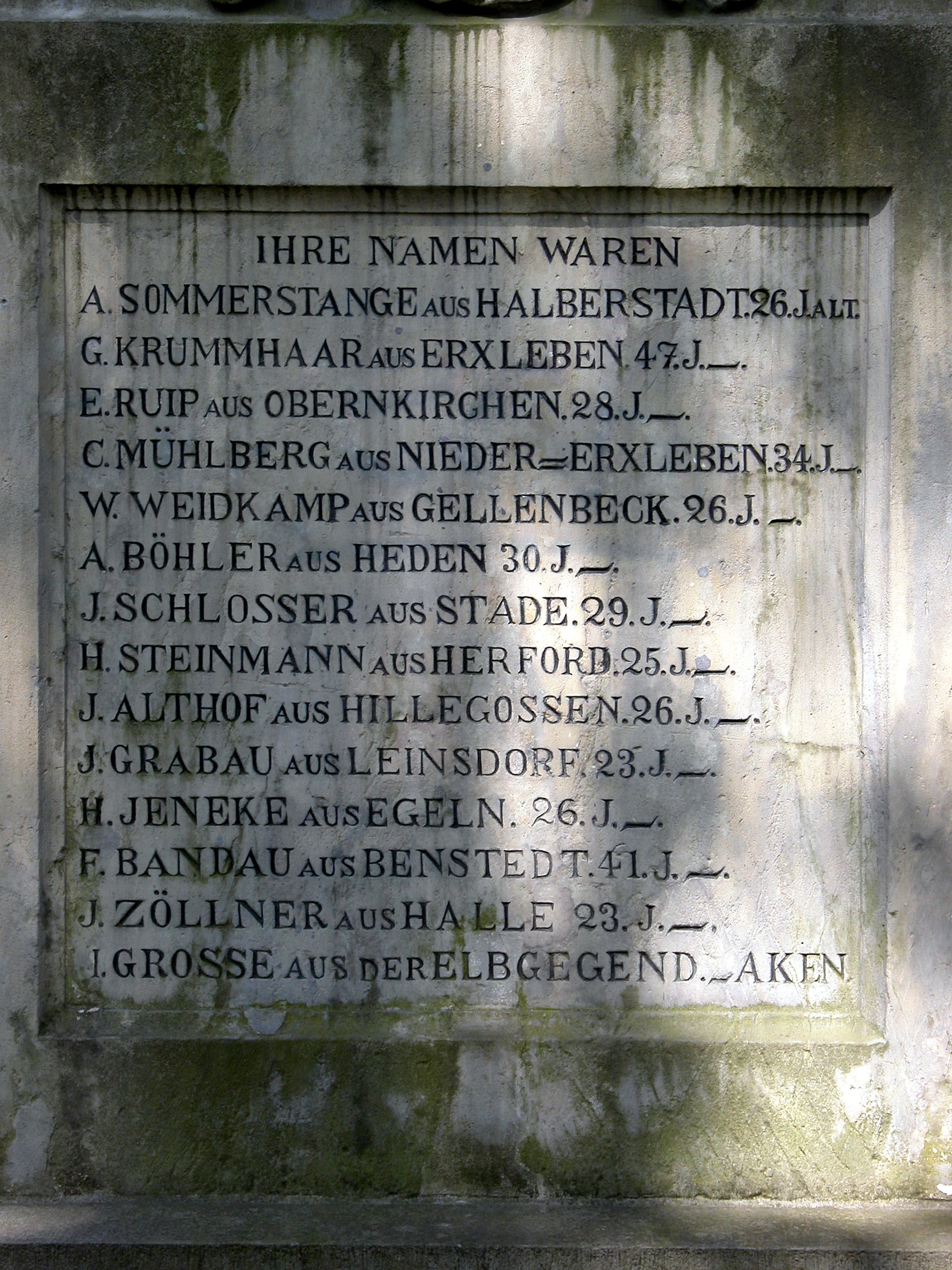
Namenstafel

Das Schilldenkmal befindet sich in der gleichnamigen Straße von Braunschweig. Auf der Spitze des am 19. März 1837 eingeweihten Denkmals für die Erhebung 1809 gegen die Herrschaft von Napoléon Bonaparte steht ein Eisernes Kreuz mit der Inschrift „Sie fochten und fielen für Deutschlands Freiheit“.
Das Schilldenkmal ist die Grabstätte von vierzehn in Braunschweig hingerichteten Kampfgefährten des preußischen Majors Ferdinand von Schill, dessen Kopf in einer Urne am Fuße des Denkmals ebenfalls beigesetzt ist. Es wurde 1955 neu geweiht und erinnert seitdem auch an die gefallenen deutschen Soldaten des Zweiten Weltkrieges.

## Ferdinand von Schill
Ferdinand von Schill und seine Offiziere unternahmen 1809 mit Freiwilligenverbänden einen Aufstand gegen die napoleonische Besatzung. Seine aus 1500 bis 2000 Soldaten bestehende Truppe wurde am 31. Mai 1809 in Stralsund von den 6000 Mann starken Truppen des holländischen Generals Gratien und des dänischen Generals Johann von Ewald geschlagen. Schill fiel bei den Kämpfen, sein Kopf wurde von den Siegern als Trophäe in Alkohol konserviert und an den König von Westphalen, Napoleons Bruder Jérôme Bonaparte, gesandt. 14 seiner Soldaten wurden in Braunschweig von einem französischen Militärgericht als „Deserteure“ hingerichtet.

## Die Entstehung des Denkmals

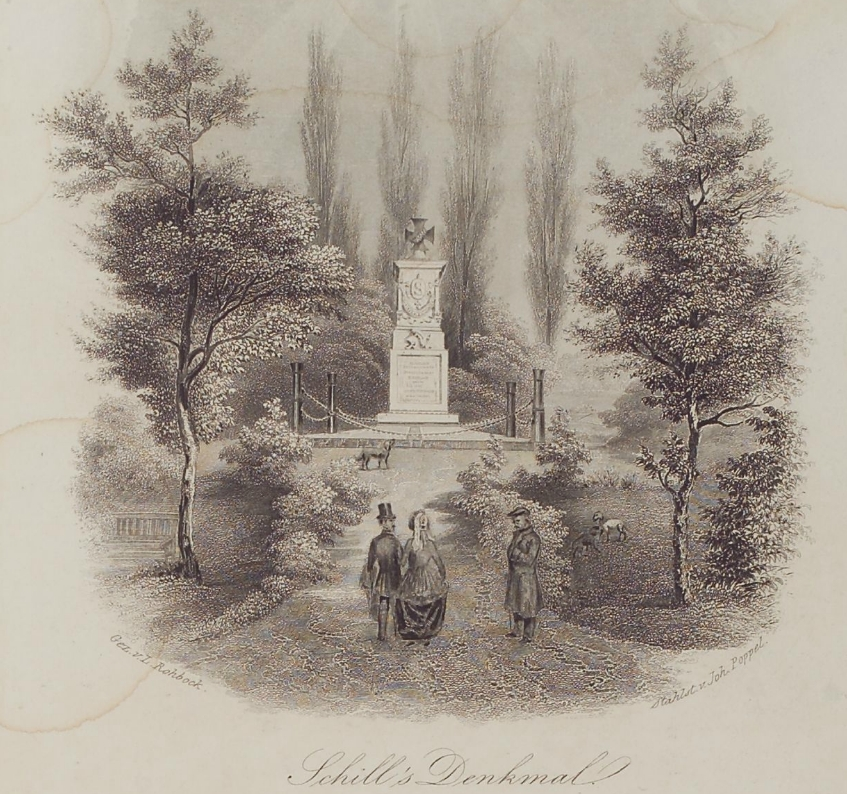
Das Schilldenkmal im 19. Jahrhundert

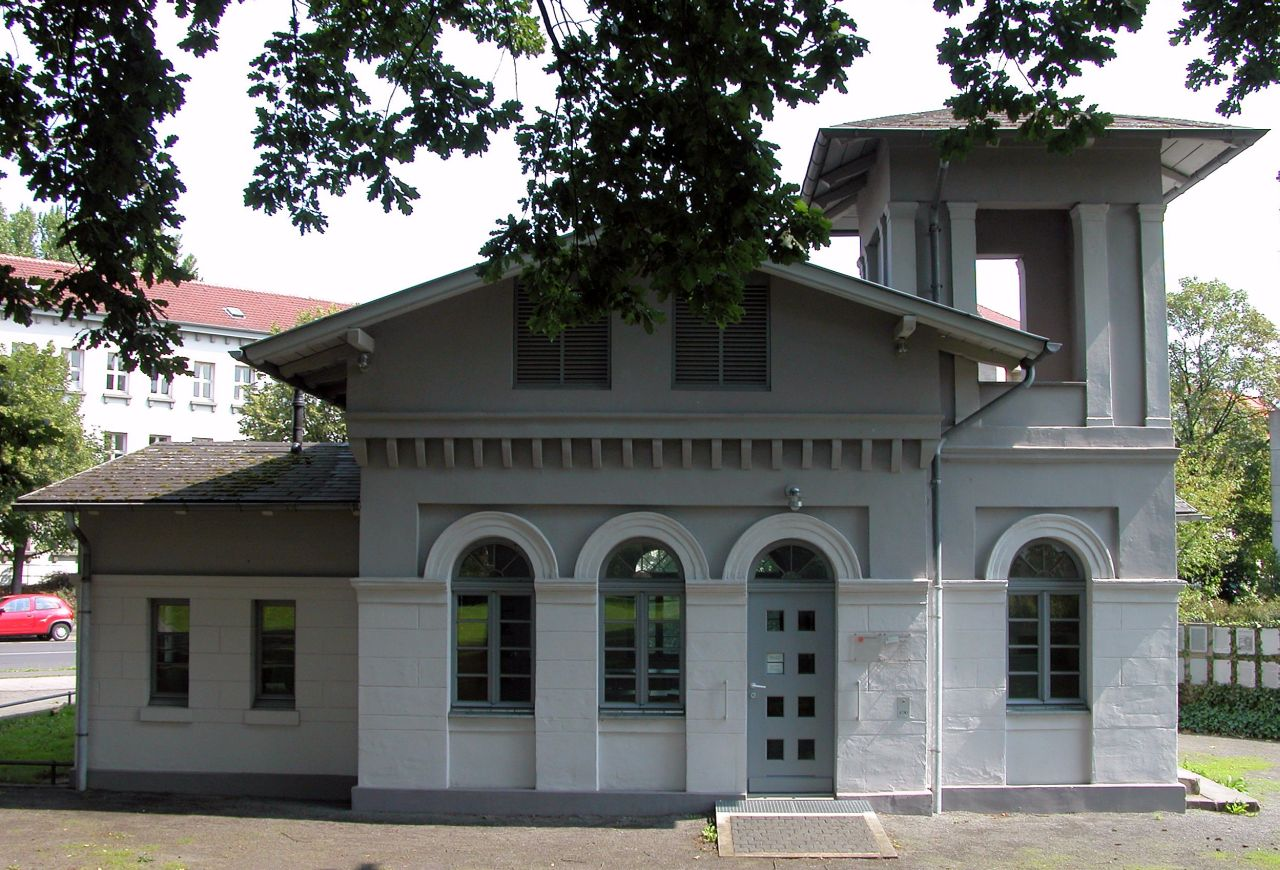
Das sogenannte „Invalidenhäuschen“ am Schill-Denkmal.

26 Jahre nach dem Tode Ferdinands von Schill schlossen sich Braunschweiger Aristokraten einer Initiative des Freiherrn Friedrich Karl von Vechelde an, ein Denkmal für Ferdinand von Schill zu errichten. Die Initiative wurde vom Herzoglichen Braunschweigischen Offizierskorps unterstützt. Das Denkmal sollte als Grabstätte für die wiedergefundenen Überreste der in Braunschweig hingerichteten Soldaten und später auch für Schills in Alkohol konservierten Kopf dienen.
Am 19. März 1837 wurde das Denkmal, das nach Plänen des Carl-Theodor-Ottmer-Schülers Heinrich Friedrich Uhlmann gebaut worden war, eingeweiht. Es steht an der Stelle, an der die Schillschen Offiziere erschossen worden waren. Am 24. September 1837 wurde dort auch Schills Kopf in einer Urne bestattet. 1840 wurde das sogenannte Invalidenhäuschen auf dem Gelände errichtet, dort wurde ein Veteran des Schillschen Feldzuges einquartiert, der die Denkmalsanlage betreuen und Besucher von Schills Taten berichten sollte. Der erste Wächter des Invalidenhäuschens war Gottfried Möring aus Calvörde.

## Gedenken am Schill-Denkmal
Am Denkmal fanden in den folgenden Jahren immer wieder Gedenkveranstaltungen statt. Dabei wurden die Ereignisse des Schillschen Befreiungskampfes jeweils aus Sicht des jeweiligen Zeitgeistes interpretiert und für aktuelle politische Zwecke instrumentalisiert. So wurde zur Hundertjahrfeier eine direkte Linie von Schill bis zum Deutsch-Französischen Krieg 1870/71 gezogen und Schill als Vorkämpfer der Bismarckschen Reichsgründung dargestellt.
1933 erinnerten die Nationalsozialisten an den sogenannten Ruhrkampf gegen die französische Besetzung des Ruhrgebiets 1923–25 und bezeichneten diesen als Fortsetzung des Schillschen Freiheitskampfes, die nun von SS und SA fortgeführt werden würden.

## KZ-Außenlager Schillstraße/Schilldenkmal
Während des Zweiten Weltkrieges befand sich auf dem angrenzenden Gelände des Schilldenkmals ein Außenlager des KZ Neuengamme, das KZ-Außenlager Schillstraße.

## Neuweihe 1955
Am 4. September 1955 wurde das Schill-Denkmal auf Initiative der Braunschweiger Regimentskameradschaften durch die Stadt umgewidmet. Die neu angebrachten Tafeln erinnern nun auch an die im Zweiten Weltkrieg gefallenen Soldaten der braunschweigischen Truppen. In einer Broschüre der Stadt Braunschweig zur Neuweihe heißt es dazu: „In Braunschweig steht an einer durch das Sterben deutscher Krieger geweihten Stelle das Schill-Denkmal ... Aus diesem Grunde wurde der Plan aus Kreisen von Teilnehmern des Zweiten Weltkrieges ... begrüßt, in dieser Gedenkstätte auch die Gefallenen der Jahre 1939–1945 zu ehren.“
Unter der alten Inschrift „Sie fochten und fielen für Deutschlands Freiheit“ wurden nun weitere Tafeln mit der Aufschrift: „Dem Gedächtnis Tausender Soldaten neugeweiht – Söhne aller deutschen Stämme – welche den hier aufgezählten Truppenteilen angehörten, an den Fronten des Krieges 1939–1945 gekämpft haben, gefallen, vermisst sind oder aus Gefangenschaft nicht zurückkehrten.“
Die Neuweihe wurde mit einem Glockengeläut aller Braunschweiger Glocken eingeleitet. Danach gab es einen gemeinsamen evangelischen und katholischen Gottesdienst am Denkmal. Der damalige Oberbürgermeister Otto Bennemann hielt eine Rede, danach folgte eine Kranzniederlegung begleitet vom „Lied vom guten Kameraden“.

## Gedenkveranstaltungen am Volkstrauertag
Seit der Neuweihe 1955 fanden alljährlich am Volkstrauertag die offizielle Gedenkveranstaltung des „Volksbundes deutscher Kriegsgräberfürsorge“ und der Stadt Braunschweig statt. Daran beteiligen sich Vertreter der großen Parteien, der Ratsfraktionen, der Oberbürgermeister, Bundeswehr und Traditionsverbände ehemaliger Truppenteile.

## Auseinandersetzungen um die Formen des Gedenkens
1994 kam es am Schilldenkmal zu Auseinandersetzungen der Teilnehmer der offiziellen Gedenkveranstaltung mit Teilnehmern einer an der gleichen Stelle und zur gleichen Zeit stattfindenden Gedenkveranstaltung linker Gruppen für die „Opfer von Faschismus und Militarismus“.
Diese Auseinandersetzungen führten schließlich dazu, dass die Stadt auf dem Gelände des Schill-Denkmals die Gedenkstätte KZ-Außenlager Schillstraße errichtete und die offizielle Gedenkveranstaltung auf den Hauptfriedhof verlegte.

## Gedenkstätte KZ-Außenlager Schillstraße
Seit dem Mai 2000 erinnert die von der Künstlerin Sigrid Sigurdsson konzipierte und von der Stadt errichtete „Gedenkstätte KZ-Außenlager Braunschweig Schillstraße“ an das KZ-Außenlager. Im Invalidenhäuschen befindet sich nun ein „Offenes Archiv“, zu dessen Entstehung verschiedenen Braunschweiger Bürger, Organisationen und Parteien mit Dokumenten, Erlebnisberichten, Erinnerungen und Forschungen zur Geschichte des Lagers aber auch zur Auseinandersetzungen um die Formen des Erinnerns seit 1945 beigetragen haben. Texte aus dem offenen Archiv sind auf Tafeln auf dem Gelände angebracht. Auf dem ehemaligen Gelände des Lagers, das heute von der Post AG benutzt wird, wurde eine Leuchtschrift mit der Mahnung: „Die Zukunft hat eine lange Vergangenheit“ angebracht.